# Geschäftsprüfungskommission
Geschäftsprüfungskommissionen (GPK) sind von Parlamentariern gebildete ständige Parlamentskommissionen in der Schweiz und in Liechtenstein.
Ihre Aufgabe besteht in der politischen Oberaufsicht über die Exekutive und Verwaltung auf Bundesebene sowie in Kantonen und Gemeinden. Der Präsident und die Mitglieder der GPK werden vom jeweiligen Parlament meistens für eine Legislaturperiode gewählt. Die GPK legt dem Parlament ihre Rechenschaftsberichte regelmässig vor. Die Befugnisse einer GPK betreffend Akteneinsicht und Personenbefragung sind weniger weit reichend als diejenigen einer Parlamentarischen Untersuchungskommission (PUK). In politischen Gemeinden, welche über kein Parlament verfügen, wird die GPK vom Volk gewählt. Sie präsentiert ihre Berichte der Gemeindeversammlung.